# 疏毛垂果南芥
疏毛垂果南芥（学名：Arabis pendula var. glabrescens）为十字花科南芥属下的一个变种。

## 扩展阅读
- 維基物種上的相關：疏毛垂果南芥